# Ministero della pubblica sicurezza della Repubblica Popolare Cinese
Il Ministero della pubblica sicurezza della Repubblica Popolare Cinese (公安部T, Gōng ān bùP, prima del 1954 "Ministero centrale della pubblica sicurezza") è la principale autorità di sicurezza sulla terraferma della Repubblica Popolare Cinese e l'agenzia governativa che esercita l'azione di vigilanza, presieduto dal ministro di pubblica sicurezza della Repubblica Popolare Cinese. Ha alle sue dipendenze la polizia e la polizia armata del popolo.

## Storia
Il Ministero della pubblica sicurezza è stato tra i primi organi di governo della Repubblica Popolare Cinese. Sostituì l'omonimo ministero del Commissione militare centrale, creato nel luglio del 1949. Il ministero ha iniziato ad operare il 1º novembre 1949, al termine delle due settimane di una conferenza nazionale dei principali esperti di sicurezza nazionale. La maggior parte del proprio organico iniziale, pari a circa 500 persone, provenivano dall'ex Dipartimento degli affari sociali della Commissione militare centrale. Il ministero si trasferì nella sede attuale nella primavera del 1950.

## Organizzazione

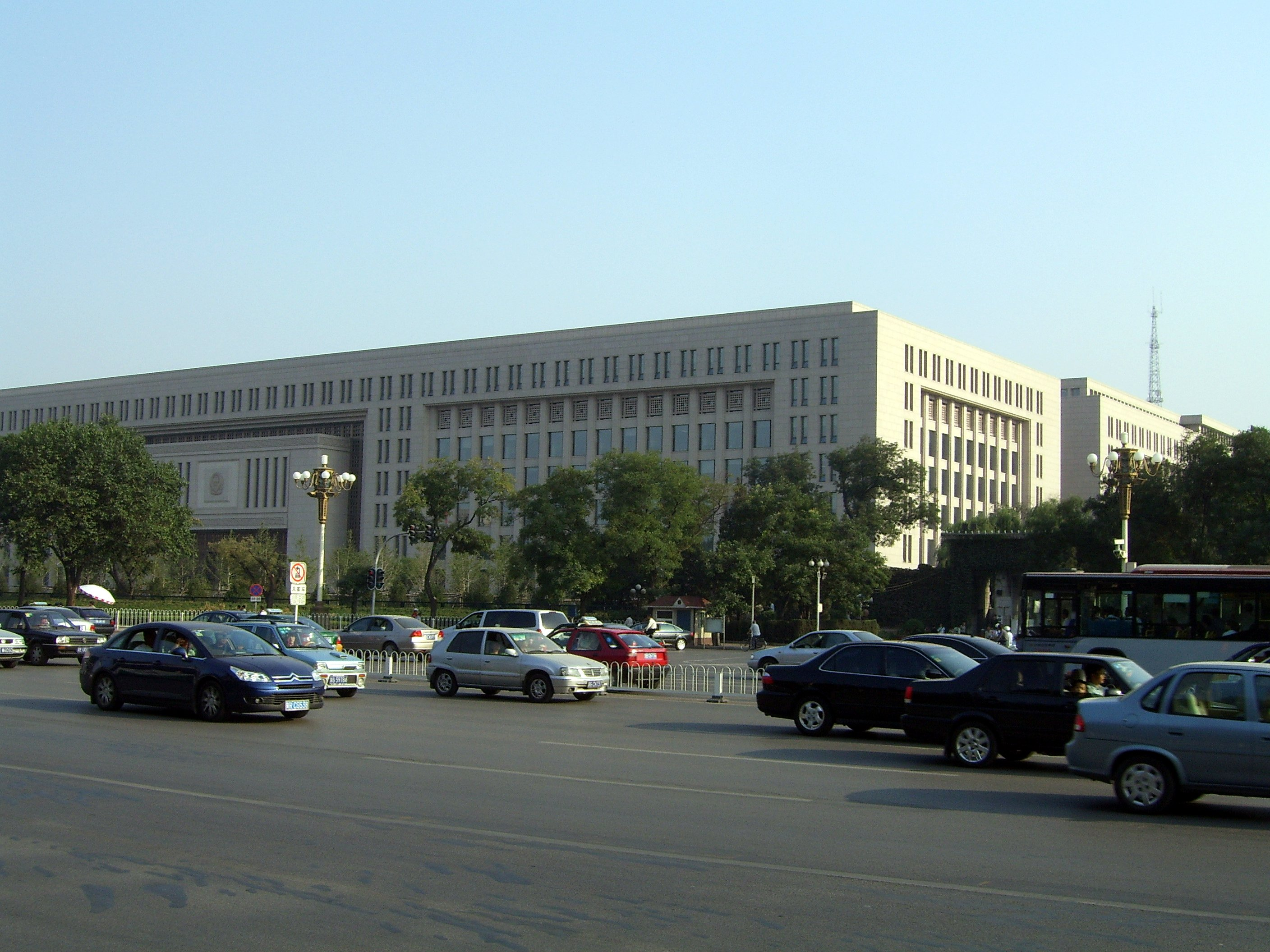
Il palazzo del Ministero della pubblica sicurezza a Pechino

Il Ministero della pubblica sicurezza è organizzato in dipartimenti funzionali; subordinato ad esso vi sono gli uffici di pubblica sicurezza provinciali e comunali a livello, oltre a sotto-uffici delle contee e dei distretti urbani. Alla base vi sono le stazioni di polizia (paichusuo) che servono come punto di contatto diretto tra la polizia e i cittadini.
L'organizzazione delle stazioni locali di pubblica sicurezza è correlata ai compiti che spettano alla polizia; generalmente, ogni stazione di polizia ha diverse sezioni specifiche per eseguire il censimento e per le questioni di registrazione delle famiglie, di indagini prima dei processi, del benessere, del controllo del traffico, oltre ad altre attività. Ognuno di queste stazioni ha al suo interno un centro di detenzione.

### Polizia Armata del Popolo
La PAP è un'organizzazione statale paramilitari che serve per i compiti si sicurezza importanti, come la lotta al terrorismo, la ricerca di importanti criminali, la repressione di grandi manifestazioni e la lotta contro l'opposizione politica o la guerriglia. È stata creata nel 1983 per sostituire in questi compiti l'Esercito di Liberazione Popolare. Il suo armamento è simile a quello di un esercito e comprende mitragliatrici e auto blindate armate.